# LIVE TOUR "ALMA" in 日本武道館
『LIVE TOUR "ALMA" in 日本武道館』（ライブツアー アルマ イン にっぽんぶどうかん）は、ACIDMANの14作目のDVD作品である。

## 解説
2011年2月26日からスタートしたACIDMANのライブ・ツアー『LIVE TOUR "ALMA"』の最終日となる5月1日の日本武道館公演を収録した、ライブ・ビデオ。同バンドにとってはこれが3度目の武道館公演であった。
オリコンDVDチャートでは10位にランクイン。同バンドの映像作品としては初のTOP10入りとなった。

## 収録内容

### DISC1 日本武道館ライブ 本篇
SE 最後の国 (introduction)
1. 風が吹く時
2. ONE DAY
3. 飛光
4. 波、白く
5. 式日
6. 赤橙
7. FREE STAR
8. water room (inst.)
9. 真っ白な夜に (inst.)
10. ノエル
11. OVER
12. レガートの森
13. Final Dance Scene
14. Under the rain
15. CARVE WITH THE SENSE
16. ある証明
17. 2145年
18. ワンダーランド
19. ALMA

### DISC2 日本武道館ライブ アンコール / ACIDMAN LIVE TOUR "ALMA" documentary
1. CAN'T HELP FALLING IN LOVE
2. シンプルストーリー
3. Your Song
4. 廻る、巡る、その核へ

- ACIDMAN LIVE TOUR "ALMA" documentary